# Hamura

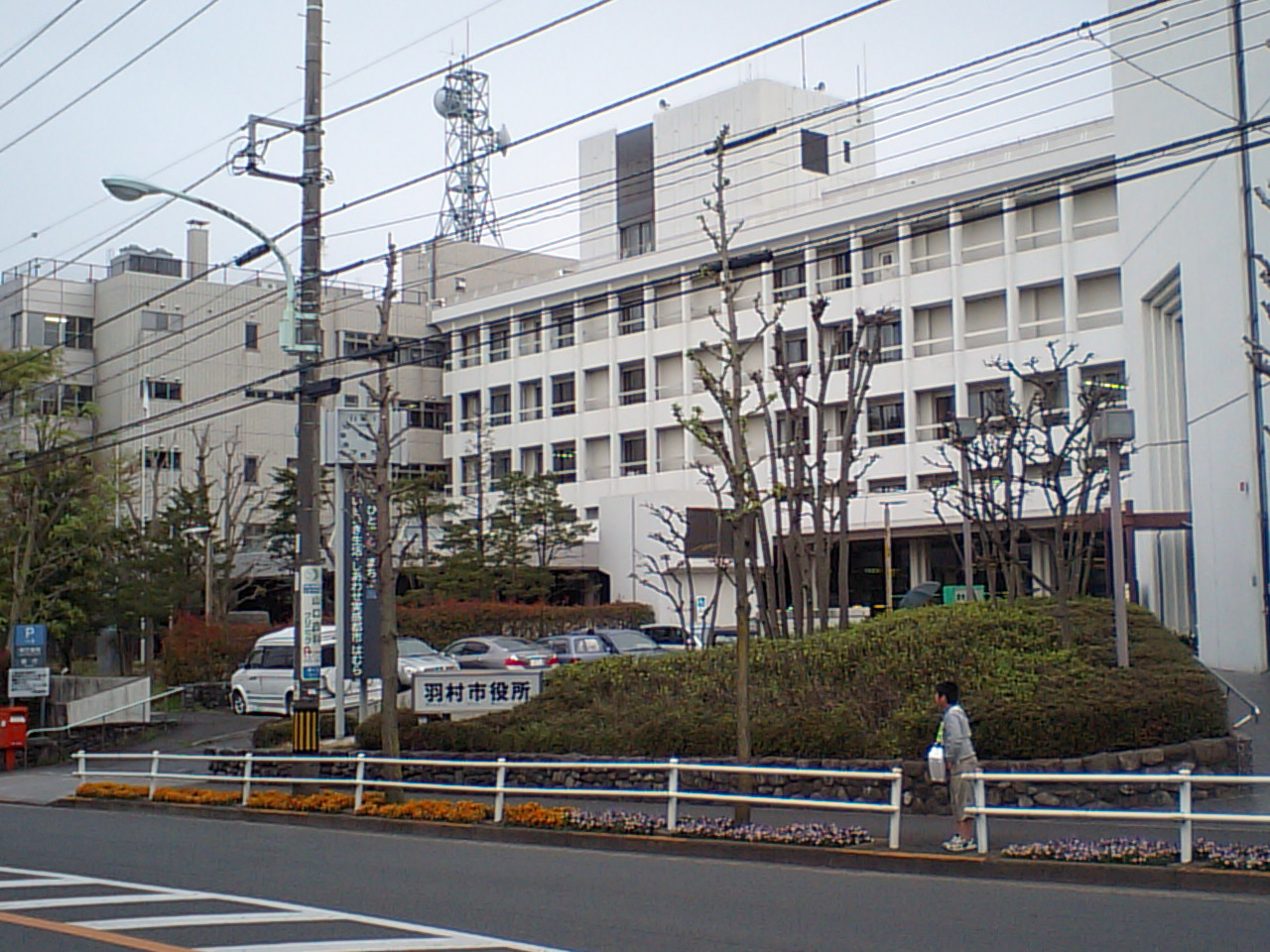
Stadshuset i Hamura.

Hamura (japanska: 羽村市  ?, Hamura-shi) är en stad i västra delen av Tokyo prefektur i Japan. Hamura fick stadsrättigheter 1991 och staden ingår i Tokyos storstadsområde.

## Personer med anknytning till Hamura
- Shizuka Kudo - skådespelare och sångerska